# 21952 Террі
21952 Террі (21952 Terry) — астероїд головного поясу, відкритий 14 листопада 1999 року.
Тіссеранів параметр щодо Юпітера — 3,463.